# Mistrzostwa Ameryki Południowej U-17 w piłce nożnej kobiet
Mistrzostwa Ameryki Południowej U-17 w piłce nożnej kobiet (hiszp. Campeonato Sudamericano Femenino Sub-17) – turniej piłkarski w Ameryce Południowej organizowany co dwa lata przez CONMEBOL (hiszp. CONfederación SudaMEricana de FútBOL) dla zrzeszonych reprezentacji krajowych kobiet do lat 17. Pełnią funkcję kwalifikacji do mistrzostw świata U–17 – do światowego czempionatu awansuje trzy najlepsze zespoły danej edycji turnieju Ameryki Południowej.

## Historia
Zapoczątkowany został w 2008 roku przez CONMEBOL jako Mistrzostwa Ameryki Południowej U-17 w piłce nożnej kobiet. Najpierw w meczach eliminacyjnych w 2 grupach zostały wyłonione 4 najlepsze drużyny, które awansowały do turnieju finałowego. W turnieju finałowym 2008 uczestniczyły reprezentacje Argentyny, Brazylii, Kolumbii i Paragwaju. Rozgrywki zostały rozegrane na stadionach Chile. Czwórka najlepszych systemem kołowym rozegrała miejsca na podium. Pierwszy turniej wygrała reprezentacja Kolumbii.
W II edycji w turnieju finałowym 10 drużyn najpierw zostały rozbite na dwie grupy, a potem czwórka najlepszych zespołów systemem kołowym wyłoniła mistrza.
Od 2012 wrócono do poprzedniego formatu rozgrywek.

## Finały
| 2008 Szczegóły | Chile     | Kolumbia  | format ligowy | Brazylia | Paragwaj  | format ligowy | Argentyna | 10 |
| 2010 Szczegóły | Brazylia  | Brazylia  | 2:0           | Chile    | Wenezuela | 2:0           | Paragwaj  | 10 |
| 2012 Szczegóły | Boliwia   | Brazylia  | format ligowy | Urugwaj  | Kolumbia  | format ligowy | Argentyna | 10 |
| 2013 Szczegóły | Paragwaj  | Wenezuela | format ligowy | Kolumbia | Paragwaj  | format ligowy | Chile     | 10 |
| 2016 Szczegóły | Wenezuela | Wenezuela | format ligowy | Brazylia | Paragwaj  | format ligowy | Kolumbia  | 10 |
| 2018 Szczegóły | Argentyna | Brazylia  | format ligowy | Kolumbia | Urugwaj   | format ligowy | Wenezuela | 10 |
| 2022 Szczegóły | Urugwaj   | Brazylia  | format ligowy | Kolumbia | Chile     | format ligowy | Paragwaj  | 10 |
| 2024 Szczegóły | Paragwaj  | Brazylia  | format ligowy | Kolumbia | Ekwador   | format ligowy | Paragwaj  | 10 |
| 2025 Szczegóły | Kolumbia  |           | format ligowy |          |           | format ligowy |           | 10 |

## Statystyki
| Lp. | Drużyna   | Mistrz | Wicemistrz | Lata triumfów     |
| --- | --------- | ------ | ---------- | ----------------- |
| 1.  | Brazylia  | 3      | 2          | 2010*, 2012, 2018 |
| 2.  | Wenezuela | 2      | 0          | 2013, 2016*       |
| 3.  | Kolumbia  | 1      | 2          | 2008              |
| 4.  | Chile     | 0      | 1          |                   |
| 4.  | Urugwaj   | 0      | 1          |                   |

* = jako gospodarz.